# جيرهارد كوهلر
جيرهارد كوهلر (بالألمانية: Gerhard Koehler)‏ هو متزلج جماعي نمساوي، ولد في 7 نوفمبر 1978.

## وصلات خارجية
- جيرهارد كوهلر على موقع أوليمبيديا (الإنجليزية)